# Княжнины
Княжнины — древний русский дворянский род.
Род внесён в VI и II части родословной книги Псковской и Санкт-Петербургской губерний Российской империи.
Однородцами Княжниных являются дворянские рода Змеевы, Беклемишевы, один из родов Орловых, один из родов Козловых, Щулепниковы.

## Происхождение и история рода
Род происходит от легендарного «мужа честна» Льва Ивановича, выехавшего будто бы из Пруссии к великому князю Василию Дмитриевичу (1393).
Его правнук Афанасий Елизарович по прозванию Княжна родоначальник Княжниных. Василий Андреевич Княжнин московский дворянин (1692—1695). Борис Иванович Княжнин (1712—1776) новгородский вице-губернатор. О его сыне его Якове и внуке Александре смотрите соответствующие статьи.
Из других сыновей Якова Константин убит под Прейсиш-Эйлау, а Борис (1777—1854) был сенатором.
- Княжнин, Александр Яковлевич (1771—1829) — российский командир эпохи наполеоновских войн, генерал-лейтенант, драматург и поэт.
- Княжнин, Борис Яковлевич (1777—1854) — российский военный деятель, генерал от инфантерии.
- Княжнин (Ивойлов), Владимир Николаевич (1883—1942) — русский поэт, критик и библиограф, автор биографии А. А. Блока (Александр Александрович Блок — Пг.: Колос, 1922).
- Княжнин, Яков Борисович (1740—1791) — русский писатель и драматург.